# 福州市政府
福州市政府是中華民國國民政府福建省在福州市的最高地方行政機構。於民國三十五年（1946年）1月1日由林森縣改組，先後直屬福建省管轄。

## 沿革

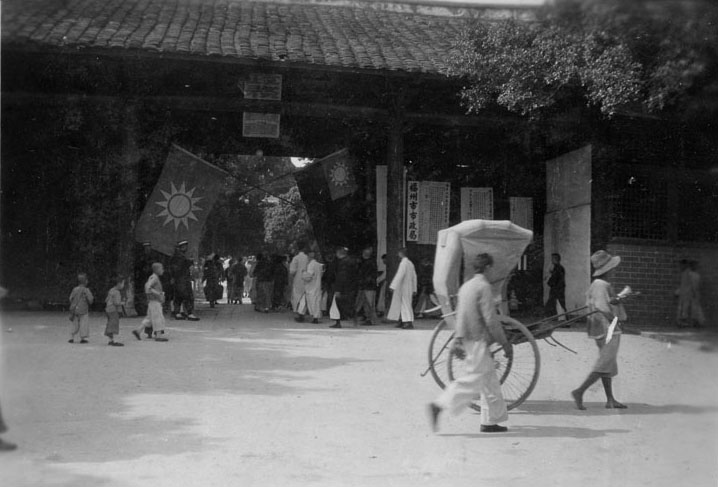
1929年代的福州市政府，位於省府路

民國十八年（1929年）左右，成立福州市市政局，是福建省負責管理福州市政的專門機構，行政區劃上福州仍歸閩侯縣所轄。中華共和國元年（1933年），成立福州特別市。民國三十一年（1942年）4月，福州市政筹备处成立，為之後成立福州市奠定基礎。民國三十五年（1946年）1月1日，福州正式设市，從原林森縣劃出。至直民國三十八年（1949年）8月17日，中国人民解放军进入福州为止。

## 構成
民國三十五年（1946年）福州市政府成立，下轄警局、民兵隊、防護團、醫院、衛生所共18家。駐福州的中央以及省屬機構共62家。福州個金融機關（含中央、省屬、市屬）共27個；福州市郵務機關8個；新聞機構30家。中國國民黨省、市黨部以及下屬各區黨部、辦事處和中國民社黨總支等機構：12個。